# 洛根縣 (阿肯色州)
洛根縣（英語：Logan County）是美國阿肯色州西部的一個縣。面積1,895平方公里。根據美國2000年人口普查，共有人口22,486。縣治有二：巴黎（Paris）和布恩維爾（Booneville）。
成立於1871年3月22日，1875年改為今名。本縣紀念當地早期的一名殖民者James Logan。